# 5 км (роз'їзд, Донецька залізниця)
5 кіломе́тр — залізничний колійний роз'їзд Донецької дирекції Донецької залізниці на лінії Щебенка — 5 км. Найближча станція Нижньокринка (5 км).
Розташована між містом Жданівка та селищем Молодий Шахтар Жданівська міська рада, на території Харцизької міської ради Донецької області.
Виконує функції вугільного роз'їзду для шахт «Свято-Андріївської», «Жданівської» та «Зуївської». Поруч розташовані Жданівська автобаза та Зуївський ліс.
Через військову агресію Росії на сході Україні транспортне сполучення припинене.